# 小萱草
小萱草（学名：Hemerocallis dumortierii）为百合科萱草属的植物。分布在朝鲜、俄罗斯、日本以及中国大陆的吉林等地，生长于海拔2,200米至2,500米的地区，一般生于林缘以及田中，目前尚未由人工引种栽培。

## 异名
- Hemerocallis dumortierii auct. non Morr.:S. C. Chen